# Frontera entre Polònia i Belarús
La frontera entre Polònia i Belarús és la frontera estatal la República de Polònia (membre de la Unió Europea) i la República de Belarús (Comunitat d'Estats Independents) Té una longitud total de 398.6 km (247.7 mi), 418 km (260 mi) o 416 km (258 mi) (les fonts varien). Comença al trifini amb Lituània al nord i s'estén fins al trifini amb Ucraïna, al sud. També és part de la frontera de la UE amb Belarús

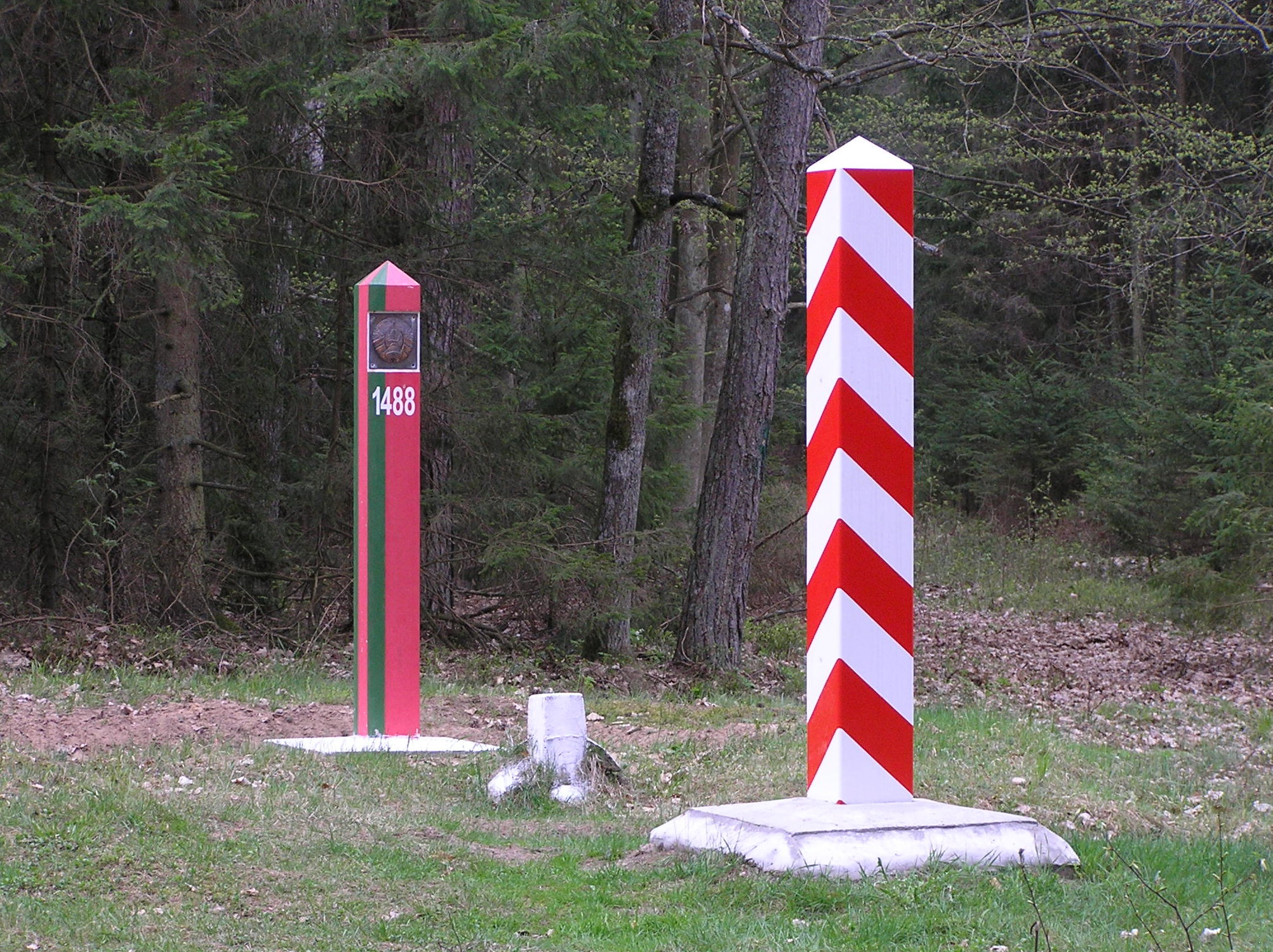
Fites frontereres

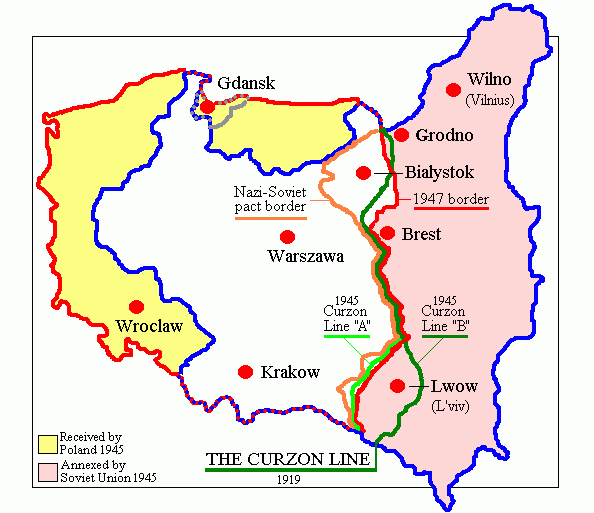
Fronteres de Polònia en 1945

## Història
Després de la invasió de Polònia per tropes soviètiques al setembre de 1939 l'àrea de Belarús Occidental va ser annexada a la República Socialista Soviètica de Belarús. Es van crear cinc noves Voblasts: Baranavichy, Belostokas, Brest, Pinsk i Vialejka. Segons l'acord fronterer entre Polònia i l'URSS del 16 d'agost 1945 17 districtes del voblast de Belastok de l'RSSB inclosa la ciutat de Białystok i 3 districtes del voblast de Brest, o hi vivia un nombre important de polonesos, es van transferir a Polònia.
En 1946, durant el refinament de la frontera estatal entre al voltant de l'URSS i Polònia, les viles de Klimówka, Minkowce, Nomikos, Taki, Tołcze, Szymaki del districte de Hrodna i els pobles de Todorkowce i Chworosciany del districte de Sapotskin van ser transferits a la República Popular de Polònia. Des de llavors no hi ha hagut canvis a la frontera entre Polònia i Belarús.
Els rius fronterers (de nord a sud) són Czarna Hancza, Wolkuszanka, Swislocz, Narew i Buh Occidental.

## Passos fronterers
| #  | Nom                           | Tipus de transició      |
| 1  | Brest - Terespol              | ferrocarril             |
| 2  | Hrodna - Kuźnica Białostocka  | ferrocarril             |
| 3  | Wysokie Litewskie - Czeremcha | ferrocarril             |
| 4  | Swislocz - Siemianówka        | ferrocarril             |
| 5  | Berestovica - Bobrovniki      | carretera               |
| 6  | Brest - Terespol              | carretera               |
| 7  | Bruzgi - Kuźnica Białostocka  | carretera               |
| 8  | Damachava - Sławatycze        | carretera               |
| 9  | Kazlovichy - Kukuryki         | carretera               |
| 10 | Peschatka - Połowce           | carretera               |
| 11 | Haurylin - Meykshany          | punt de pas simplificat |
| 12 | Liasnaia - Rudavka            | punt de pas simplificat |
| 13 | Perarou - Białowieża          | punt de pas simplificat |